# 世界新闻摄影比赛
世界新闻摄影比赛（World Press Photo，简称WPP），每年一度的在荷兰举行，所以又称荷赛。

## 历史
它是由成立于1955年，总部设在荷兰的世界新闻摄影基金会（World Press Photo Foundation）主办。该会1957年举办了第一届世界新闻摄影比赛。